# 華雲生
華雲生，BBS，JP，是香港中文大學前常務副校長及現任偉倫計算機科學教授。

## 工作及專業
華教授於1985-2011年曾任伊利诺伊大学厄巴纳-香槟分校電機及計算機工程學系 Franklin W. Woeltge 講座教授，亦於2008-2009年在新加坡擔任由伊利諾大學成立與新加坡政府科技研究局資助的先進數碼科學中心的總監。他在1998-1999年出任中大計算機科學與工程學講座教授，獲頒模範教學獎；另復於1999-2003年擔任該系的兼任教授。

## 簡歷
華教授於香港出生，教育背景包括香港海壩街官立小學（1963年）、伊利沙伯中學， 哥倫比亞大學 學士及理學碩士學位，並加州大學柏克萊分校取得電脑科學碩士及電機工程學哲學博士。華教授於1979年於普渡大學開始教學，其後於1985年起任教於伊利諾伊大學厄本那－香檳分校。
華教授是非線性規劃、多媒體訊號處理和人工智能的專家，著作甚豐，曾在多本專業期刊發表研究論文，計有Artificial Intelligence，以及多種電機及電子工程師學會匯刊，包括 IEEE Trans. in Computers, IEEE Trans. on Knowledge and Data Engineering, IEEE Trans. on Multimedia, IEEE Trans. on Parallel and Distributed Technology, IEEE Trans. on Software Engineering, Journal of Global Optimization, Journal of Artificial Intelligence Research。同時編纂不少書籍和期刊,他是Wiley’s Encyclopedia of Computer Science and Engineering (2008)的總編輯 。
他得多項國際獎譽，包括電機及電子工程師學會計算機學會頒發的 Tsutomu Kanai 獎、W. Wallace McDowell 獎和 Richard E. Merwin 傑出服務獎，以及潘文淵文教基金會研究傑出獎和 IEEE Third Millennium Medal。在2011年更獲得由加州大學柏克萊分校頒發的計算機科學傑出校友獎。此外,他得三大學會院士銜(Fellow):
- 電機電子工程師學會 （IEEE）、
- 計算機協會，和
- 美國科學促進會

在2001年,華教授曾任 IEEE 計算機學會會長。他於2005-2009年加入大學教育資助委員會轄下的研究資助局，並於2006-2009年擔任研資局工程學學科小組主席。